# Ella Onojuvwevwo
Ella Onojuvwevwo (Ughelli, 25 marzo 2005) è una velocista nigeriana.

## Record nazionali
Seniores
- Staffetta 4x400 m mista: 3'11"99 ( Parigi, 2 agosto 2024) (Samuel Ogazi, Ella Onojuvwevwo, Ifeanyi Emmanuel Ojeli, Patience Okon George)

Juniores
- 400 m piani: 50"57 ( Gainesville, 10 maggio 2024)

## Progressione

### 400 metri piani
| Stagione | Misura | Luogo       | Data      | Rank. Mond. |
| -------- | ------ | ----------- | --------- | ----------- |
| 2024     | 50"57  | Gainesville | 10-5-2024 |             |
| 2023     | 51"85  | Baton Rouge | 12-5-2023 |             |
| 2022     | 52"59  | Benin City  | 25-6-2022 |             |
| 2021     | 54"71  | Akure       | 13-3-2021 |             |

## Palmarès
| Anno | Manifestazione          | Sede         | Evento        | Risultato  | Prestazione | Note                                             |
| ---- | ----------------------- | ------------ | ------------- | ---------- | ----------- | ------------------------------------------------ |
| 2021 | Mondiali U20            | Nairobi      | 4x400 m       | Oro        | 3'31"46     | Miglior prestazione mondiale stagionale under 20 |
| 2021 | Mondiali U20            | Nairobi      | 4x400 m mista | Oro        | 3'19"70     | [ 1 ]                                            |
| 2022 | Campionati africani     | Saint-Pierre | 4x400 m mista | Argento    | 3'22"38     | Record dei campionati                            |
| 2022 | Giochi del Commonwealth | Birmingham   | 400 m piani   | Batteria   | 54"02       |                                                  |
| 2022 | Giochi del Commonwealth | Birmingham   | 4x400 m       | 6ª         | 3'33"13     |                                                  |
| 2023 | Mondiali                | Budapest     | 4x400 m       | Batteria   | dq          | [ 2 ] [ 3 ]                                      |
| 2024 | World Relays            | Nassau       | 4x400 m mista | 4º         | 3'12"82     | Record africano                                  |
| 2024 | Campionati africani     | Douala       | 4x400 m       | Oro        | 3'27"31     | Record dei campionati                            |
| 2024 | Campionati africani     | Douala       | 4x400 m mista | Argento    | 3'13"72     |                                                  |
| 2024 | Giochi olimpici         | Parigi       | 400 m piani   | Semifinale | 51"05       | [ 4 ] [ 5 ]                                      |
| 2024 | Giochi olimpici         | Parigi       | 4x400 m mista | Batteria   | 3'11"99     | Record africano                                  |
| 2024 | Mondiali U20            | Lima         | 400 m piani   | 5º         | 52"61       |                                                  |

## Campionati nazionali
2024
- Bronzo ai campionati nigeriani (Benin City), 200 m piani - 23"73